# Afrotrogus nigripedalis
Afrotrogus nigripedalis är en stekelart som först beskrevs av Morley 1919.  Afrotrogus nigripedalis ingår i släktet Afrotrogus och familjen brokparasitsteklar. Inga underarter finns listade i Catalogue of Life.